# Список правителей Валахии
Здесь представлен список правителей Валахии до объединения с Молдавским княжеством в единое государство — Румынию 24 января (5 февраля) 1862 года.
Из валашских воевод второй половины XIII века приведены только правившие в Арджеше — будущей столице Валахии.

## Легендарные воеводы Арджеша и Валахии
| Годы правления                        | Имя                                                       | Оригинал имени                                              | Династия | Примечание |
| ------------------------------------- | --------------------------------------------------------- | ----------------------------------------------------------- | -------- | --- |
| Легендарные воеводы Арджеша и Валахии |                                                           |                                                             |          | |
| около 1241 года                       | Миселав (Мислау)                                          | Mişelav (Mislav, Micislav, Mihai)                           |          | воевода в Арджеше |
| ок. 1247 — ок. 1272/1275              | Сенеслау (Сенеслав)                                       | Seneslau (Seneslav)                                         |          | воевода в Арджеше |
| ок. 1272/1275 — 1279                  | Литовой                                                   | Litovoi (Lytuoy)                                            |          | воевода в Арджеше, также воевода Олтении (ок. 1247—1279)                                                                                             |
| 1279 — ок. 1290                       | Бербат (Бэрбат)                                           | Bărbat                                                      |          | воевода в Олтении и Арджеше, брат Литовоя |
| около 1290/1300 гг.                   | Раду Негру (Раду Чёрный), или Негру Вода (Черный Воевода) | Radu Negru (Radu Vodă, Negru Vodă)                          |          | легендарный воевода, по преданию основавший валашское государство (отождествлялся с Токомерием, Басарабом I, Раду I), возможно — собирательный образ |
| ок. 1290 — ок. 1310                   | Токомерий (Тихомир)                                       | Thocomerius (Tihomir, Togomer, Totomer, Tugomir, Toq-Timur) |          | валашский воевода, отец Басараба I |

## Воеводы Валахии
| Годы правления             | Имя                          | Оригинал имени            | Династия                              | Примечание |
| -------------------------- | ---------------------------- | ------------------------- | ------------------------------------- | --- |
| Воеводы Валахии            |                              |                           |                                       | |
| ок. 1310—1351/1352         | Басараб I                    | Basarab I                 | Басарабы                              | валашский воевода, первый господарь Валахии (с 1324); в 1330-х гг. завоевал её независимость (война осенью 1330 и договор 1344) |
| 1351/1352 — 16 ноября 1364 | Николае Александру           | Nicolae Alexandru         | Басарабы                              | сын Басараба I |
| 16 ноября 1364 — ок. 1377  | Владислав I (Воевода Влайку) | Vladislav I (Vlaicu Vodă) | Басарабы                              | сын Николае Александру |
| ок. 1377—1383              | Раду I                       | Radu I                    | Басарабы                              | сын Николае Александру |
| 1383 — 23 сентября 1386    | Дан I                        | Dan I                     | Басарабы, родоначальник ветви Данешти | сын Раду I |
| 23 сентября 1386—1394/1395 | Мирча I Старый               | Mircea I cel Bătrân       | Басарабы                              | сын Раду I, 1-й раз |
| 1394/1395 — декабрь 1396   | Влад I Узурпатор             | Vlad I Uzurpatorul        |                                       | ставленник бояр |

## Господари Валахии
| Годы правления                     | Имя                                | Оригинал имени                      | Династия                              | Примечание |  |
| ---------------------------------- | ---------------------------------- | ----------------------------------- | ------------------------------------- | --- |  |
| Господари Валахии                  |                                    |                                     |                                       | |  |
| январь 1397 — 31 января 1418       | Мирча I Старый                     | Mircea I cel Bătrân                 | Басарабы                              | 2-й раз |  |
| 31 января 1418 — август 1420       | Михаил I                           | Mihail I                            | Басарабы                              | сын Мирчи I Старого |  |
| август 1420 — весна 1422           | Раду II Праснаглава                | Radu II Prasnaglava                 | Басарабы                              | сын Мирчи I Старого, 1-й раз |  |
| весна 1422 — лето 1423             | Дан II                             | Dan II                              | Басарабы-Данешти                      | сын Дана I, 1-й раз |  |
| лето 1423                          | Раду II Праснаглава                | Radu II Prasnaglava                 | Басарабы                              | 2-й раз |  |
| осень 1423 — осень 1424            | Дан II                             | Dan II                              | Басарабы-Данешти                      | 2-й раз |  |
| осень 1424                         | Раду II Праснаглава                | Radu II Prasnaglava                 | Басарабы                              | 3-й раз |  |
| осень 1424 — январь 1427           | Дан II                             | Dan II                              | Басарабы-Данешти                      | 3-й раз |  |
| январь 1427 — весна 1427           | Раду II Праснаглава                | Radu II Prasnaglava                 | Басарабы                              | 4-й раз |  |
| весна 1427 — февраль/март 1431     | Дан II                             | Dan II                              | Басарабы-Данешти                      | 4-й раз |  |
| февраль/март 1431 — декабрь 1436   | Александр I Алдя                   | Alexandru I Aldea                   | Басарабы                              | сын Мирчи I Старого |  |
| декабрь 1436—1442                  | Влад II Дракул                     | Vlad II Dracul                      | Басарабы, основатель ветви Дракулешти | сын Мирчи I Старого, 1-й раз |  |
| 1442                               | Мирча II                           | Mircea II                           | Басарабы-Дракулешти                   | сын Влада II Дракула, 1-й раз |  |
| июнь 1442 — март 1443              | Басараб II                         | Basarab II                          | Басарабы-Данешти                      | сын Дана II |  |
| март 1443 — ноябрь/декабрь 1447    | Влад II Дракул                     | Vlad II Dracul                      | Басарабы-Дракулешти                   | 2-й раз |  |
| ноябрь/декабрь 1447 — октябрь 1448 | Владислав II                       | Vladislav II                        | Басарабы-Данешти                      | сын Дана II, 1-й раз |  |
| октябрь — декабрь 1448             | Влад III Цепеш                     | Vlad Ţepeş                          | Басарабы-Дракулешти                   | сын Влада II Дракула |  |
| декабрь 1448 — 20 августа 1456     | Владислав II                       | Vladislav II                        | Басарабы-Данешти                      | 2-й раз |  |
| 22 августа 1456 — декабрь 1462     | Влад III Цепеш                     | Vlad Ţepeş                          | Басарабы-Дракулешти                   | 2-й раз |  |
| декабрь 1462 — ноябрь 1473         | Раду III Красивый                  | Radu cel Frumos                     | Басарабы-Дракулешти                   | сын Влада II Дракула, 1-й раз |  |
| ноябрь — декабрь 1473              | Басараб III Старый                 | Basarab Laiotă cel Bătrân           | Басарабы-Данешти                      | сын Дана II, 1-й раз |  |
| декабрь 1473 — весна 1474          | Раду III Красивый                  | Radu cel Frumos                     | Басарабы-Дракулешти                   | 2-й раз |  |
| весна 1474                         | Басараб III Старый                 | Basarab Laiotă cel Bătrân           | Басарабы-Данешти                      | 2-й раз |  |
| весна — сентябрь 1474              | Раду III Красивый                  | Radu cel Frumos                     | Басарабы-Дракулешти                   | 3-й раз |  |
| сентябрь — октябрь 1474            | Басараб III Старый                 | Basarab Laiotă cel Bătrân           | Басарабы-Данешти                      | 3-й раз |  |
| октябрь 1474 — январь 1475         | Раду III Красивый                  | Radu cel Frumos                     | Басарабы-Дракулешти                   | 4-й раз |  |
| январь 1475 — 26 ноября 1476       | Басараб III Старый                 | Basarab Laiotă cel Bătrân           | Басарабы-Данешти                      | 4-й раз |  |
| ноябрь — декабрь 1476              | Влад III Цепеш                     | Vlad Ţepeş                          | Басарабы-Дракулешти                   | 3-й раз |  |
| декабрь 1476 — ноябрь 1477         | Басараб III Старый                 | Basarab Laiotă cel Bătrân           | Басарабы-Данешти                      | 5-й раз |  |
| ноябрь 1477 — сентябрь 1481        | Басараб IV Цепелюш                 | Basarab cel Tânăr Ţepeluş           | Басарабы-Данешти                      | сын Басараба II, 1-й раз |  |
| сентябрь — ноябрь 1481             | Влад IV Монах                      | Vlad Călugărul                      | Басарабы-Дракулешти                   | сын Влада II Дракула, 1-й раз |  |
| ноябрь 1481 — апрель 1482          | Басараб IV Цепелюш                 | Basarab cel Tânăr Ţepeluş           | Басарабы-Данешти                      | 2-й раз |  |
| апрель 1482 — ноябрь 1495          | Влад IV Монах                      | Vlad Călugărul                      | Басарабы-Дракулешти                   | 2-й раз |  |
| ноябрь 1495 — апрель 1508          | Раду Великий                       | Radu cel Mare                       | Басарабы-Дракулешти                   | сын Влада IV Монаха |  |
| апрель 1508 — 29 октября 1509      | Михня Злой                         | Mihnea cel Rău                      | Басарабы-Дракулешти                   | сын Влада III Цепеша |  |
| 29 октября 1509 — февраль 1510     | Мирча III                          | Mircea III                          | Басарабы-Дракулешти                   | сын Михни I Рэу |  |
| февраль 1510 — 23 января 1512      | Влад V Тынэр                       | Vlad cel Tânăr                      | Басарабы-Дракулешти                   | сын Влада IV Монаха |  |
| 23 января 1512 — 15 сентября 1521  | Нягое Басараб                      | Neagoe Basarab                      | Крайовеску                            | ставленник боярства |  |
| 15 сентября — октябрь 1521         | Тедош (Феодосий) I                 | Teodosie I                          | Крайовеску                            | сын Нягое Басараба, 1-й раз |  |
| октябрь — ноябрь 1521              | Влад VI Драгомир Калугарул (Монах) | Vlad VI (Dragomir Călugărul)        | Басарабы-Дракулешти (?)               | возможно, внебрачный сын Влада IV Монаха |  |
| ноябрь 1521 — декабрь 1522         | Тедош (Феодосий) I                 | Teodosie I                          | Крайовеску                            | 2-й раз |  |
| декабрь 1522 — апрель 1523         | Раду V Афумати                     | Radu V de la Afumaţi                | Басарабы-Дракулешти                   | сын Раду IV Великого, 1-й раз |  |
| апрель — ноябрь 1523               | Владислав III                      | Vladislav III                       | Басарабы-Данешти                      | внук Владислава II, 1-й раз |  |
| ноябрь 1523 — январь 1524          | Раду VI Бадика                     | Radu VI Bădica                      | Басарабы-Дракулешти                   | сын Раду IV Великого |  |
| январь — июнь 1524                 | Раду V Афумати                     | Radu V de la Afumaţi                | Басарабы-Дракулешти                   | 2-й раз |  |
| июнь — сентябрь 1524               | Владислав III                      | Vladislav III                       | Басарабы-Данешти                      | 2-й раз |  |
| сентябрь 1524 — апрель 1525        | Раду V Афумати                     | Radu V de la Afumaţi                | Басарабы-Дракулешти                   | 3-й раз |  |
| апрель — август 1525               | Владислав III                      | Vladislav III                       | Басарабы-Данешти                      | 3-й раз |  |
| август 1525 — 2 января 1529        | Раду V Афумати                     | Radu V de la Afumaţi                | Басарабы-Дракулешти                   | 4-й раз |  |
| январь — февраль/март 1529         | Басараб V                          | Basarab V                           | Басарабы или Крайовеску               | правнук Михаила I, по другой версии — потомок Нягое Басараба                                                                                           |  |
| февраль/март 1529 — июнь 1530      | Мойзе I                            | Moise I                             | Басарабы-Данешти                      | сын Владислава III |  |
| июнь 1530 — 18 сентября 1532       | Влад VII Инекатул (Утопленник)     | Vlad VII Înecatul                   | Басарабы-Дракулешти                   | сын Влада V Молодого |  |
| сентябрь 1532 — сентябрь 1534      | Влад VIII Винтила                  | Vlad VIII Vintilă                   | Басарабы-Дракулешти                   | сын Раду IV Великого, 1-й раз |  |
| сентябрь 1534 — ноябрь 1534        | Раду VII Паисий (Петр из Арджеша)  | Radu VII Paisie (Petru de la Argeş) | Басарабы-Дракулешти                   | сын Раду IV Великого, 1-й раз |  |
| ноябрь 1534 — 10 июня 1535         | Влад VIII Винтила                  | Vlad VIII Vintilă                   | Басарабы-Дракулешти                   | 2-й раз |  |
| июнь 1535 — март 1545              | Раду VII Паисий (Петр из Арджеша)  | Radu VII Paisie (Petru de la Argeş) | Басарабы-Дракулешти                   | 2-й раз |  |
| март 1545 — 16 ноября 1552         | Мирча V Чобанул (Пастух)           | Mircea V Ciobanul                   | Басарабы-Дракулешти                   | сын Раду IV Великого, 1-й раз |  |
| ноябрь 1552 — май 1553             | Раду VIII Илие Хайдеул (Скотник)   | Radu Ilie Haidăul                   | Басарабы-Дракулешти                   | сын Раду V Афумати |  |
| май 1553 — 28 февраля 1554         | Мирча V Чобанул (Пастух)           | Mircea V Ciobanul                   | Басарабы-Дракулешти                   | 2-й раз |  |
| март 1554 — 26 декабря 1557        | Петру (Петрешку) I Добрый          | Pătraşcu I cel Bun                  | Басарабы-Дракулешти                   | сын Раду VI Паисия |  |
| январь 1558 — 21 сентября 1559     | Мирча V Чобанул (Пастух)           | Mircea V Ciobanul                   | Басарабы-Дракулешти                   | 3-й раз |  |
| 21 сентября 1559 — июнь 1568       | Петру II Молодой                   | Petru cel Tânăr                     | Басарабы-Дракулешти                   | сын Мирчи V Пастуха |  |
| июнь 1568 — апрель 1574            | Александру II Мирча                | Alexandru II Mircea                 | Басарабы-Дракулешти                   | сын Мирчи III, 1-й раз |  |
| май 1574                           | Винтила I                          | Vintilă I                           | Басарабы-Дракулешти                   | сын Петрешку I Доброго |  |
| май 1574 — 11 сентября 1577        | Александру II Мирча                | Alexandru II Mircea                 | Басарабы-Дракулешти                   | 2-й раз |  |
| сентябрь 1577 — июль 1583          | Михня II Турок (Таркитул)          | Mihnea II Turcitul                  | Басарабы-Дракулешти                   | сын Александру II Мирча, 1-й раз |  |
| 29 августа 1583 — 16 апреля 1585   | Петру III Серьга (Церцел)          | Petru III Cercel                    | Басарабы-Дракулешти                   | сын Петрешку I Доброго |  |
| апрель 1585 — май 1591             | Михня II Турок (Таркитул)          | Mihnea II Turcitul                  | Басарабы-Дракулешти                   | 2-й раз |  |
| май 1591 — август 1592             | Стефан (Штефан) I Глухой           | Ştefan I Surdul                     |                                       | сын господаря Молдавии Иоана III Лютого |  |
| август 1592 — сентябрь 1593        | Александру III Злой                | Alexandru III cel Rău               | Мушаты                                | в июне 1592 — господарь Молдавии под именем Александру IV                                                                                              |  |
| сентябрь 1593 — октябрь 1600       | Михай (Михаил) II Храбрый          | Mihai II Viteazul                   | Басарабы-Дракулешти                   | сын Петрешку I Доброго; также Михай (Михаил) I, принц Трансильвании (1 ноября 1599 — 20 сентября 1600) и господарь Молдавии (май — сентябрь 1600)      |  |
| 1599 — октябрь 1600                | Николай I Петрешку                 | Nicolae I Pătraşcu                  | Басарабы-Дракулешти                   | сын и соправитель Михая II Храброго |  |
| октябрь 1600 — 3 июля 1601         | Симион I Могила                    | Simion I Movilă                     | Могилы                                | из бояр, 1-й раз |  |
| сентябрь 1601 — март 1602          | Раду IX Михня                      | Radu IX Mihnea                      | Басарабы-Дракулешти                   | сын Михни II Турка, господарь Молдавии Раду I (26 июля 1616 — 9 февраля 1619 — 1-й , 4 августа 1623 — 20 января 1626 — 2-й раз), 1-й раз               |  |
| март — август 1602                 | Симион I Могила                    | Simion I Movilă                     | Могилы                                | 2-й раз |  |
| август 1602 — декабрь 1610         | Раду Щербан                        | Radu Şerban                         | Крайовеску                            | из бояр, 1-й раз |  |
| январь — март 1611                 | Габриэль (Гаврил) I Баторий        | Gabriel I Bathory                   | Батори                                | принц Трансильвании Габор (Гавриил) I Батори (1608 — 13(17?) октября 1613)                                                                             |  |
| март — май 1611                    | Раду IX Михня                      | Radu IX Mihnea                      | Басарабы-Дракулешти                   | 2-й раз |  |
| июнь — сентябрь 1611               | Раду Щербан                        | Radu Şerban                         | Крайовеску                            | 2-й раз |  |
| 12 сентября 1611 — август 1616     | Раду IX Михня                      | Radu IX Mihnea                      | Басарабы-Дракулешти                   | 3-й раз |  |
| август 1616                        | Гаврил II Могила                   | Gavril II Movilă                    | Могилы                                | сын Симиона I Могилы, 1-й раз |  |
| сентябрь 1616 — май 1618           | Александр Ильяш                    | Alexandru Iliaş                     |                                       | сын господаря Молдавии Александра Лэпушняну, господарь Молдавии (10 сентября 1620 — октябрь 1621 — 1-й, декабрь 1631 — апрель 1633 — 2-й раз), 1-й раз |  |
| июнь 1618 — июль 1620              | Гаврил II Могила                   | Gavril II Movilă                    | Могилы                                | 2-й раз |  |
| август 1620 — август 1623          | Раду IX Михня                      | Radu IX Mihnea                      | Басарабы-Дракулешти                   | 4-й раз |  |
| 14 августа 1623 — 3 ноября 1627    | Александр Князёк                   | Alexandru Coconul                   | Басарабы-Дракулешти                   | сын Раду IX Михни, господарь Молдавии (лето 1629 — 29 апреля 1630)                                                                                     |  |
| ноябрь 1627 — октябрь 1629         | Александр Ильяш                    | Alexandru Iliaş                     |                                       | 2-й раз |  |
| октябрь 1629 — июль 1632           | Леон Томша                         | Leon Tomşa                          |                                       | сын господаря Молдавии Стефана IX Томши, сторонник фанариотов                                                                                          |  |
| июль — сентябрь 1632               | Раду Ильяш                         | Radu Iliaş                          |                                       | сын Александра Ильяша |  |
| июль 1632 — 9 апреля 1654          | Матей Басараб                      | Matei Basarab                       | Брынковяну (Крайовеску)?              | |  |
| 9 апреля 1654 — 26 января 1658     | Константин Щербан                  | Constantin Şerban                   | Крайовеску                            | внебрачный сын Раду Щербана |  |
| март 1658 — ноябрь 1659            | Михня III                          | Mihnea III                          | Басарабы-Дракулешти                   | сын Раду IX Михни |  |
| 20 ноября 1659 — 1 сентября 1660   | Георгий Гика                       | Gheorghe Ghica                      | Гики                                  | он же — господарь Молдавии Георгий II (3 марта 1658 — 2 ноября 1659), основатель династии Гик                                                          |  |
| 1 сентября 1660 — ноябрь 1664      | Григорий I Гика                    | Grigore I Ghica                     | Гики                                  | сын Георгия I Гики, 1-й раз |  |
| ноябрь 1664 — март 1669            | Раду Леон                          | Radu Leon                           |                                       | сын Леона I Томши, ставленник Кантакузенов |  |
| март 1669 — февраль 1672           | Антоний Попешти                    | Antonie din Popeşti                 |                                       | ставленник Кантакузенов |  |
| февраль 1672 — ноябрь 1673         | Григорий I Гика                    | Grigore I Ghica                     | Гики                                  | 2-й раз |  |
| декабрь 1674 — ноябрь 1678         | Георгий Дука                       | Gheorghe Duca                       | Дука                                  | |  |
| ноябрь 1678 — октябрь 1688         | Щербан Кантакузен                  | Şerban Cantacuzino                  | Кантакузены                           | внук Раду Щербана, племянник Константина Щербана |  |
| октябрь 1688 — 24 марта 1714       | Константин Брынковяну              | Constantin Brâncoveanu              | Брынковяну                            | племянник Щербана Кантакузена |  |
| 25 марта 1714 — 25 декабря 1715    | Стефан Кантакузен                  | Ştefan Cantacuzino                  | Кантакузены                           | племянник Щербана Кантакузена |  |

## Правлениефанариотов(1715—1821)
| Годы правления                                                          | Имя                                                                   | Оригинал имени                                                        | Династия                                                              | Примечание |
| ----------------------------------------------------------------------- | --------------------------------------------------------------------- | --------------------------------------------------------------------- | --------------------------------------------------------------------- | --- |
| Правление фанариотов (1715—1821)                                        |                                                                       |                                                                       |                                                                       | |
| 25 декабря 1715 — 25 ноября 1716                                        | Николай II Маврокордат                                                | Nicolae II Mavrocordat                                                | Маврокордато                                                          | 1-й раз; он же — господарь Молдавии Николай I (25 января — 21 ноября 1710 — 1-й и 8 ноября 1711 — 25 декабря 1715 — 2-й раз) |
| 2 декабря 1716 — 6 марта 1719                                           | Иоанн I Маврокордат                                                   | Ioan I Mavrocordat                                                    | Маврокордато                                                          | брат Николая II Маврокордата; он же — господарь Молдавии Иоанн IV (26 сентября — 8 ноября 1711) |
| март 1719 — 3 сентября 1730                                             | Николай II Маврокордат                                                | Nicolae II Mavrocordat                                                | Маврокордато                                                          | 2-й раз |
| 3 сентября 1730 — 4 октября 1730                                        | Константин III Маврокордат                                            | Constantin III Mavrocordat                                            | Маврокордато                                                          | сын Николая Маврокордата, 1-й раз; он же — господарь Молдавии Константин IV (5 апреля 1733 — 16 ноября 1735 — 1-й, 13 сентября 1741 — 20 июля 1743 — 2-й, апрель 1748 — 20 августа 1749 — 3-й и 18 июня — 23 ноября 1769 (умер) — 4-й раз) |
| октябрь 1730 — 2 октября 1731                                           | Михай (Михаил) II Раковица                                            | Mihai II Racoviţă                                                     | Раковица                                                              | 1-й раз; он же — господарь Молдавии Михаил III (сентябрь 1703 — 12 февраля 1705 — 1-й, 20 июля 1707 — 17 октября 1709 — 2-й и 25 декабря 1715 — 25 сентября 1726 — 3-й раз)                                                                |
| 2 октября 1731 — 5 апреля 1733                                          | Константин III Маврокордат                                            | Constantin III Mavrocordat                                            | Маврокордато                                                          | 2-й раз |
| 5 апреля 1733 — 16 ноября 1735                                          | Григорий II Гика                                                      | Grigore II Ghica                                                      | Гики                                                                  | Внук Григория I Гика, 1-й раз; он же — госпо-дарь Молдавии Григорий I (26 сентября 1726 — 5 апреля 1733 — 1-й, 16 ноября 1735 — 3 сентября 1739 — 2-й, конец сентября 1739 — 13 сентября 1741 — 3-й и май 1747 — апрель 1748 — 4-й раз)    |
| 16 ноября 1735 — сентябрь 1741                                          | Константин III Маврокордат                                            | Constantin III Mavrocordat                                            | Маврокордато                                                          | 3-й раз |
| сентябрь 1741 — июль 1744                                               | Михай (Михаил) II Раковица                                            | Mihai II Racoviţă                                                     | Раковица                                                              | 2-й раз |
| июль 1744 — апрель 1748                                                 | Константин III Маврокордат                                            | Constantin III Mavrocordat                                            | Маврокордато                                                          | 4-й раз |
| апрель 1748 — 23 августа 1752                                           | Григорий II Гика                                                      | Grigore II Ghica                                                      | Гики                                                                  | 2-й раз |
| 11 сентября 1752 — 22 июня 1753                                         | Матей II Гика                                                         | Matei II Ghica                                                        | Гики                                                                  | сын Григория II Гики; он же — господарь Молдавии Матей I (22 июня 1753 — 8 февраля 1756) |
| июнь 1753 — 28 февраля 1756                                             | Константин IV Раковица                                                | Constantin IV Racoviţă                                                | Раковица                                                              | сын Михая II Раковицы, 1-й раз; он же — господарь Молдавии Константин V (сентябрь (?) 1749 — 22 июня 1753 — 1-й и 8 февраля 1756 — 2 марта 1757 — 2-й раз)                                                                                 |
| 20 февраля 1756 — 7 сентября 1758                                       | Константин III Маврокордат                                            | Constantin III Mavrocordat                                            | Маврокордато                                                          | 5-й раз |
| 3 августа 1758 — 5 июня 1761                                            | Скарлат I Гика                                                        | Scarlat I Ghica                                                       | Гики                                                                  | сын Григория II Гики, 1-й раз; он же — господарь Молдавии (2 марта 1757 — август 1758) |
| 11 июня 1761 — 9 марта 1763                                             | Константин III Маврокордат                                            | Constantin III Mavrocordat                                            | Маврокордато                                                          | 6-й раз |
| 9 марта 1763 — 28 января / 8 февраля 1764                               | Константин IV Раковица                                                | Constantin IV Racoviţă                                                | Раковица                                                              | 2-й раз |
| 8 февраля 1764 — 29 августа 1765                                        | Стефан (Штефан) III Раковица                                          | Ştefan III Racoviţă                                                   | Раковица                                                              | сын Михая II Раковицы |
| 18 августа 1765 — 2 декабря 1766                                        | Скарлат I Гика                                                        | Scarlat I Ghica                                                       | Гики                                                                  | 2-й раз |
| 12 декабря 1766 — 28 октября 1768                                       | Александру VI Гика                                                    | Alexandru VI Ghica                                                    | Гики                                                                  | сын Скарлата I Гики |
| 28 октября 1768 — 5 ноября 1769                                         | Григорий III Гика                                                     | Grigore III Ghica                                                     | Гики                                                                  | сын Александру VI Гики |
| 5 ноября 1769                                                           | Начало русской военной администрации                                  | Начало русской военной администрации                                  | Начало русской военной администрации                                  | Начало русской военной администрации |
| май 1770 — октябрь 1771                                                 | Эммануил I Джани-Русет                                                | Emanuel I Giani Ruset                                                 |                                                                       | он же — господарь Молдавии (май — октябрь 1788 ) |
| 21 июля 1774                                                            | Окончание русской военной администрации                               | Окончание русской военной администрации                               | Окончание русской военной администрации                               | Окончание русской военной администрации |
| 15 сентября 1774 — февраль 1782                                         | Александру VII Старший Ипсиланти                                      | Alexandru VII Ipsilanti                                               | Ипсиланти                                                             | 1-й раз; он же — господарь Молдавии Александр X (декабрь 1786 — 8 апреля 1788) |
| 15 января 1782 — 17 июля 1783                                           | Николай III Караджа                                                   | Nicolae III Caradja                                                   | Караджа                                                               | |
| 17 июля 1783 — 26 марта 1786                                            | Михай III «Дракон» Старший Суцу                                       | Mihai III Suţu                                                        | Суцу                                                                  | 1-й раз; он же — господарь Молдавии Михаил IV (март 1792 — 25 апреля 1795) |
| 26 марта 1786 — 19 июня 1790                                            | Николай IV Маврогени                                                  | Nicolae IV Mavrogheni                                                 | Маврогени                                                             | |
| 5 ноября 1789 — 24 июля 1791                                            | Русско-австрийская оккупация.                                         | Русско-австрийская оккупация.                                         | Русско-австрийская оккупация.                                         | Русско-австрийская оккупация. |
| июнь 1790 — март 1791                                                   | Австрийская военная администрация.                                    | Австрийская военная администрация.                                    | Австрийская военная администрация.                                    | Австрийская военная администрация. |
| март 1791 — январь 1793                                                 | Михай III «Дракон» Старший Суцу                                       | Mihai III Suţu                                                        | Суцу                                                                  | 2-й раз |
| январь 1793 — 28 августа 1796                                           | Александр VIII Морузи                                                 | Alexandru VIII Moruzi                                                 | Морузи                                                                | 1-й раз; он же — господарь Молдавии Александр XI (30 декабря 1791 — март 1792 — 1-й, 28 октября 1802 — 12 августа 1806 — 2-й и 5 октября 1806 — 7 марта 1807 — 3-й раз)                                                                    |
| 28 августа 1796 — 28 ноября 1797                                        | Александр VII Старший Ипсиланти                                       | Alexandru VII Ipsilanti                                               | Ипсиланти                                                             | 2-й раз |
| 28 ноября 1797 — 10 февраля 1799                                        | Константин V Хангерли                                                 | Constantin V Hangerli                                                 | Хангерли                                                              | |
| 10 февраля 1799 — 8 октября 1801                                        | Александр VIII Морузи                                                 | Alexandru VIII Moruzi                                                 | Морузи                                                                | 2-й раз |
| 8 октября 1801 — 10 мая 1802                                            | Михай III «Дракон» Старший Суцу                                       | Mihai III Suţu                                                        | Суцу                                                                  | 3-й раз |
| 2 июля — 30 августа 1802                                                | Александр IX Суцу                                                     | Alexandru IX Suţu                                                     | Суцу                                                                  | 1-й раз; он же — господарь Молдавии Александр XIII (28 июня 1801 — 19 сентября 1802) |
| 1 сентября 1802 — 24 августа 1806                                       | Константин VI Ипсиланти                                               | Constantin VI Ipsilanti                                               | Ипсиланти                                                             | 1-й раз; он же — господарь Молдавии Константин VII (7 марта 1799 — 28 июня 1801) |
| 24 августа 1806 — 15 октября 1806                                       | Александр IX Суцу                                                     | Alexandru IX Suţu                                                     | Суцу                                                                  | 2-й раз |
| 15 октября 1806 — 16 августа 1807 (с перерывом в 19 мая — 27 июля 1807) | Константин VI Ипсиланти                                               | Constantin VI Ipsilanti                                               | Ипсиланти                                                             | 2-й раз; |
| ноябрь 1806 — 16 мая 1812                                               | Русская оккупация и военная администрация.                            | Русская оккупация и военная администрация.                            | Русская оккупация и военная администрация.                            | Русская оккупация и военная администрация. |
| 27 августа 1812 — 29 сентября 1818                                      | Иоанн II Караджа                                                      | Ioan II Caradja                                                       | Караджа                                                               | |
| 4 ноября 1818 — 19 января 1821                                          | Александр IX Суцу                                                     | Alexandru IX Suţu                                                     | Суцу                                                                  | 3-й раз |
| февраль — июнь 1821                                                     | Скарлат II Каллимаки                                                  | Scarlat II Callimachi                                                 | Каллимаки                                                             | |
| 19 января — 21 марта 1821                                               | Правление дивана Валахии.                                             | Правление дивана Валахии.                                             | Правление дивана Валахии.                                             | Правление дивана Валахии. |
| 21 марта — 15 мая 1821                                                  | Правление руководителя повстанцев-революционеров Тудора Владимиреску. | Правление руководителя повстанцев-революционеров Тудора Владимиреску. | Правление руководителя повстанцев-революционеров Тудора Владимиреску. | Правление руководителя повстанцев-революционеров Тудора Владимиреску. |
| 15 мая 1821 — 9 июня 1822                                               | Турецкая оккупация.                                                   | Турецкая оккупация.                                                   | Турецкая оккупация.                                                   | Турецкая оккупация. |

## Правление господарей, назначенных Россией с согласия Турции и местных бояр (с января 1832 — согласно Органическому Регламенту) (30 июня (12 июля) 1822 — 13 июня 1848)
| Годы правления | Имя | Оригинал имени | Династия | Примечание |  |
| --- | --- | --- | --- | --- |  |
| Правление господарей, назначенных Россией с согласия Турции и местных бояр (с января 1832 — согласно Органическому Регламенту) (30 июня (12 июля) 1822 — 13 июня 1848) | | | | |  |
| 30 июня 1822 — 29 апреля 1828 | Григорий IV Гика | Grigore al IV-lea Ghica | Гики | внучатный племянник Григория III Гики |  |
| 2 апреля 1828 — 2 апреля 1834 | Русская военная администрация (Главы (председатели диванов Валахии и Молдавии): до весны 1829 — генерал от кавалерии граф Ф. П. Пален; весна — сентябрь 1829 — быв. киевский военный губернатор Желтухин П. Ф.; с сентября 1829 — генерал-лейтенант (с апреля 1834 — генерал от инфантерии) граф Киселёв Павел Дмитриевич. | Русская военная администрация (Главы (председатели диванов Валахии и Молдавии): до весны 1829 — генерал от кавалерии граф Ф. П. Пален; весна — сентябрь 1829 — быв. киевский военный губернатор Желтухин П. Ф.; с сентября 1829 — генерал-лейтенант (с апреля 1834 — генерал от инфантерии) граф Киселёв Павел Дмитриевич. | Русская военная администрация (Главы (председатели диванов Валахии и Молдавии): до весны 1829 — генерал от кавалерии граф Ф. П. Пален; весна — сентябрь 1829 — быв. киевский военный губернатор Желтухин П. Ф.; с сентября 1829 — генерал-лейтенант (с апреля 1834 — генерал от инфантерии) граф Киселёв Павел Дмитриевич. | Русская военная администрация (Главы (председатели диванов Валахии и Молдавии): до весны 1829 — генерал от кавалерии граф Ф. П. Пален; весна — сентябрь 1829 — быв. киевский военный губернатор Желтухин П. Ф.; с сентября 1829 — генерал-лейтенант (с апреля 1834 — генерал от инфантерии) граф Киселёв Павел Дмитриевич. |  |
| 2 апреля (назначен 21 марта) 1834 — 7 октября 1842 | Александр II Гика | Alexandru II Ghica | Гики | Смещен Русскими войсками в октябре 1842 года |  |
| 20 декабря 1842 — 13 июня 1848 | Георгий Бибеску | Gheorghe Bibesku | Бибеску | |  |
| 13 июня — 13 сентября 1848 | Правление временного правительства; главы: митрополит Валахии Неофит II (13 июня — 28 июня, 30 июня — 28 июля); Теодор Вэкэреску и Эмануил Бэляну (28 июня — 30 июня); Иоан Хелиде Радулеску, Николае Константин Голеску и Кристиан Тель (28 июля — 13 сентября). | Правление временного правительства; главы: митрополит Валахии Неофит II (13 июня — 28 июня, 30 июня — 28 июля); Теодор Вэкэреску и Эмануил Бэляну (28 июня — 30 июня); Иоан Хелиде Радулеску, Николае Константин Голеску и Кристиан Тель (28 июля — 13 сентября). | Правление временного правительства; главы: митрополит Валахии Неофит II (13 июня — 28 июня, 30 июня — 28 июля); Теодор Вэкэреску и Эмануил Бэляну (28 июня — 30 июня); Иоан Хелиде Радулеску, Николае Константин Голеску и Кристиан Тель (28 июля — 13 сентября). | Правление временного правительства; главы: митрополит Валахии Неофит II (13 июня — 28 июня, 30 июня — 28 июля); Теодор Вэкэреску и Эмануил Бэляну (28 июня — 30 июня); Иоан Хелиде Радулеску, Николае Константин Голеску и Кристиан Тель (28 июля — 13 сентября). |  |
| 13 сентября 1848 — апрель 1851 | Турецко-русская оккупация (узаконена Балто-Лиманской конвенцией между Российской и Османской империями от 19 апреля 1849); командующие войсками: от Турции — Омер Лютфи-паша (изначально — хорват Михаил Латтас); от России генерал от инфантерии (с 10 октября 1843 г.) граф Лидерс Александр Николаевич; фактически управление осуществляли полномочный комиссар России в Валахии и Молдавии генерал-лейтенант (с 3 апреля 1849) Дюгамель Александр Осипович (с 30 августа 1861 — генерал от инфантерии) и от Турции Талаатаэфенди; в апреле 1851 Российская и Османская империи вывели войска из Валахии | Турецко-русская оккупация (узаконена Балто-Лиманской конвенцией между Российской и Османской империями от 19 апреля 1849); командующие войсками: от Турции — Омер Лютфи-паша (изначально — хорват Михаил Латтас); от России генерал от инфантерии (с 10 октября 1843 г.) граф Лидерс Александр Николаевич; фактически управление осуществляли полномочный комиссар России в Валахии и Молдавии генерал-лейтенант (с 3 апреля 1849) Дюгамель Александр Осипович (с 30 августа 1861 — генерал от инфантерии) и от Турции Талаатаэфенди; в апреле 1851 Российская и Османская империи вывели войска из Валахии | Турецко-русская оккупация (узаконена Балто-Лиманской конвенцией между Российской и Османской империями от 19 апреля 1849); командующие войсками: от Турции — Омер Лютфи-паша (изначально — хорват Михаил Латтас); от России генерал от инфантерии (с 10 октября 1843 г.) граф Лидерс Александр Николаевич; фактически управление осуществляли полномочный комиссар России в Валахии и Молдавии генерал-лейтенант (с 3 апреля 1849) Дюгамель Александр Осипович (с 30 августа 1861 — генерал от инфантерии) и от Турции Талаатаэфенди; в апреле 1851 Российская и Османская империи вывели войска из Валахии | Турецко-русская оккупация (узаконена Балто-Лиманской конвенцией между Российской и Османской империями от 19 апреля 1849); командующие войсками: от Турции — Омер Лютфи-паша (изначально — хорват Михаил Латтас); от России генерал от инфантерии (с 10 октября 1843 г.) граф Лидерс Александр Николаевич; фактически управление осуществляли полномочный комиссар России в Валахии и Молдавии генерал-лейтенант (с 3 апреля 1849) Дюгамель Александр Осипович (с 30 августа 1861 — генерал от инфантерии) и от Турции Талаатаэфенди; в апреле 1851 Российская и Османская империи вывели войска из Валахии |  |
| 13 сентября 1848 — июнь 1849 | Каймакам Константин Кантакузен | Constantin Cantacuzino | Кантакузены | |  |
| 16 июня 1848 — 17 октября 1853 (фактически: июнь 1849 — 21 июня 1853)                                                                                                  | Барбу Димитрий Штирбей | Barbu Ştirbei | Штирбей | 1-й раз |  |
| 21 июня 1853 — 31 июля 1854 | Русская оккупация и военная администрация; глава — главнокомандующий русскими войсками на Дунае ген.-фельдмаршал светлейший князь Варшавский и граф Паскевич-Эриванский Иван Федорович; с мая 1854, ввиду его тяжёлой контузии, его замещал генерал от артиллерии князь Горчаков Михаил Дмитриевич | Русская оккупация и военная администрация; глава — главнокомандующий русскими войсками на Дунае ген.-фельдмаршал светлейший князь Варшавский и граф Паскевич-Эриванский Иван Федорович; с мая 1854, ввиду его тяжёлой контузии, его замещал генерал от артиллерии князь Горчаков Михаил Дмитриевич | Русская оккупация и военная администрация; глава — главнокомандующий русскими войсками на Дунае ген.-фельдмаршал светлейший князь Варшавский и граф Паскевич-Эриванский Иван Федорович; с мая 1854, ввиду его тяжёлой контузии, его замещал генерал от артиллерии князь Горчаков Михаил Дмитриевич | Русская оккупация и военная администрация; глава — главнокомандующий русскими войсками на Дунае ген.-фельдмаршал светлейший князь Варшавский и граф Паскевич-Эриванский Иван Федорович; с мая 1854, ввиду его тяжёлой контузии, его замещал генерал от артиллерии князь Горчаков Михаил Дмитриевич |  |
| 8 — 19 августа 1854 | Турецкая оккупация; глава — командующий турецкими войсками на Дунае генерал-майор (?) Омер Лютфи-паша ((см. выше)) | Турецкая оккупация; глава — командующий турецкими войсками на Дунае генерал-майор (?) Омер Лютфи-паша ((см. выше)) | Турецкая оккупация; глава — командующий турецкими войсками на Дунае генерал-майор (?) Омер Лютфи-паша ((см. выше)) | Турецкая оккупация; глава — командующий турецкими войсками на Дунае генерал-майор (?) Омер Лютфи-паша ((см. выше)) |  |
| 19 августа 1854 — 25 марта 1856 | Австрийская оккупация и военная администрация; глава — главнокомандующий австрийскими войсками на Дунае Иоханн Коронини-Кронберг | Австрийская оккупация и военная администрация; глава — главнокомандующий австрийскими войсками на Дунае Иоханн Коронини-Кронберг | Австрийская оккупация и военная администрация; глава — главнокомандующий австрийскими войсками на Дунае Иоханн Коронини-Кронберг | Австрийская оккупация и военная администрация; глава — главнокомандующий австрийскими войсками на Дунае Иоханн Коронини-Кронберг |  |
| 5 октября 1854 — 25 марта 1856 | Барбу Димитрий Штирбей | Barbu Ştirbei | Штирбей | 2-й раз |  |
| 29 июля 1856 — 30 октября 1858 | Каймакам Александру Димитрие Гика (ранее — господарь Валахии Александр II (см. выше)) | Alexandru Dimitrie Ghica | Гики | |  |
| 30 октября 1858 — 24 января (5 февраля) 1859 | Три каймакама: Иоан Ману, Эмануил Бэляну, Иоан Александру Филипеску | Căimăcămia de trei: Ioan Manu, Emanoel Baleanu, Ioan Alexandru Filipesku | | |  |
| 23 (24?) января (5 февраля) 1859 — 24 января (5 февраля) 1862 | Александру Ион Ку́за; он же — князь Объединённого княжества Молдавии и Валахии (объединённой Румынии (24 января (5 февраля) 1862 — 11 (23) февраля 1862 Александр I | Alexandru Ioan Cuza | Куза | он же — господарь Молдавии Александр (Александру) XVI (5 (17) января 1859 — 24 января (5 февраля) 1862 |  |

20 ноября (2 декабря) 1861 года Высокая Порта приняла «Фирман об административном устройстве Молдавии и Валахии», который утвердил политическое и административное объединение Молдавии и Валахии как автономных территорий, находящихся в составе Османской Империи. 11 (23) декабря 1861 года Александру Иоан Куза, будучи одновременно правителем Молдавии и Валахии (с разными правительствами до этой даты), опубликовал прокламацию, утверждавшую образование румынской нации. Через 44 дня, 24 января (5 февраля) 1862 года, государственные собрания Молдавии и Валахии объявили Бухарест столицей страны. С этого дня Молдавское княжество перестало существовать. Современная же Республика Молдова располагается на территории Бессарабии, отделившейся от Молдавского княжества и присоединённой к Российской империи ещё в 1812 году.